# 阎逊初
阎逊初（1912年2月24日—1994年4月5日），河北高阳人，中国微生物学家。

## 生平
生于一个知识分子家庭，1928年进入北京中法大学。1934年9月赴法国留学。1937年在蒙塔尔日地方农校毕业，1939年于格里尼雍国立高等农校毕业，成为法国农业技师。1943年获里昂大学生物系学士。后从里昂大学真菌学教授R·居埃研究，1949年完成博士学位。1949—1950年在法国科学研究中心研究担子菌性现象。
1951年回国，参加筹建中国科学院微生物研究室。1953年开始研究与抗生素筛选有关的放线菌分类学，1980年被选为中国科学院学部委员。

## 学术研究
阎逊初及其研究组发现近200个放线菌新种和3个新属。20世纪70年代主编了《链霉菌鉴定手册》，倡导形态及培养特征为主、兼顾生理生化特性的链霉菌分类原则。他把约800多种链霉菌分为14个类群，并阐明了它们的特性。还搜集了1000余种链霉菌产生的抗生素的资料。1980年代发现了3个放线菌新属。1992年编著了《放线菌的分类鉴定》一书，对2000多种放线菌做了分类。

### 以阎逊初命名的细菌
- 阎氏菌属 Yaniella Li et al. 2008[5]